# لاراکی

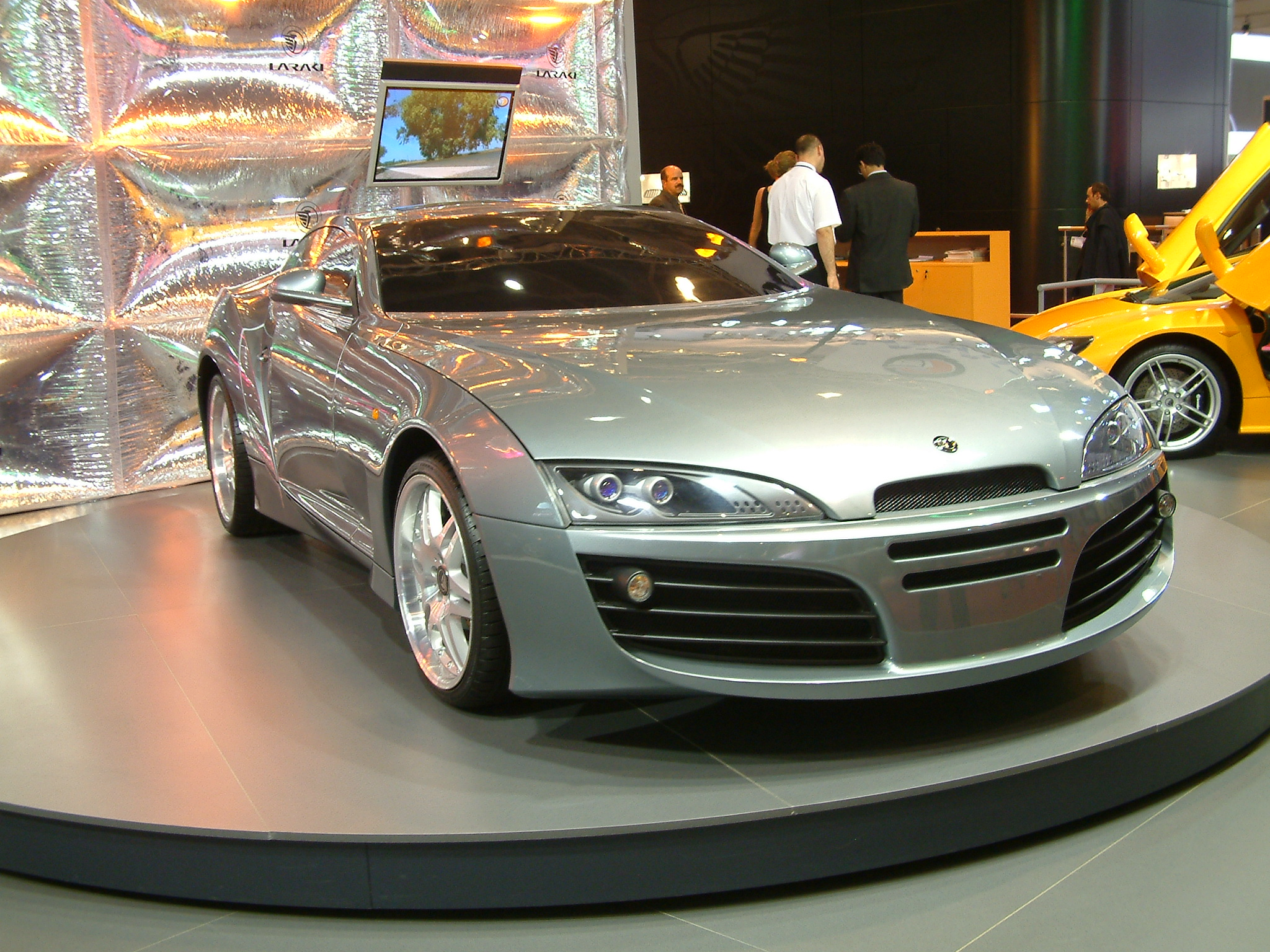
یک خودرو محصول شرکت لاراکی - ۲۰۰۴

لاراکی (انگلیسی: Laraki) شرکت خودروسازی مراکشی است، که در سال ۱۹۹۹ تأسیس شد.